# Neomochtherus leclerqi
Neomochtherus leclerqi là một loài ruồi trong họ Asilidae. Neomochtherus leclerqi được Janssens miêu tả năm 1968. Loài này phân bố ở vùng Cổ Bắc giới.